# Едемский, Александр Корнилович
Алекса́ндр Корни́лович Е́демский (24 июня 1923, д. Заячевская, Вологодская губерния — 4 октября 1971, Москва) — Герой Советского Союза (10 апреля 1945), полковник (1961).

## Биография
Представитель древнего рода Едемских. Родился 24 июня 1923 года в деревне Заячевская Тотемского уезда Вологодской губернии (ныне Устьянского района Архангельской области). Русский. Детство и юность провёл в селе Шангалы (Устьянский район), где в 1940 году окончил 9 классов школы. Работал учителем начальной школы в деревне Кочкурга (Устьянский район).
В армии с января 1942 года. В 1943 году окончил Борисовское военно-инженерное училище (в городе Архангельск).
Участник Великой Отечественной войны: в апреле 1943-мае 1945 — командир взвода, командир роты 56-го отдельного инженерно-сапёрного батальона. До июня 1944 года воевал на Юго-Западном (с октября 1943 года — 3-м Украинском) фронте. Участвовал в Донбасской операции 1943 года, Никопольско-Криворожской, Березнеговато-Снигирёвской и Одесской наступательных операциях. 27 июля 1943 года легко ранен в левую руку во время боёв на Изюмском плацдарме.
С декабря 1944 года воевал на 1-м Украинском фронте. В январе-феврале 1945 года участвовал в Сандомирско-Силезской и Нижне-Силезской наступательных операциях. Отличился в боях при прорыве вражеской обороны северо-западнее города Бреслау (ныне — город Вроцлав, Польша). 4 февраля 1945 года умело организовал переправу бойцов и техники на левый берег реки Одер в районе населённого пункта Лейбусдорф (ныне — город Любёнж, 45 км северо-западнее города Вроцлав), что обеспечило успех общего наступления советских войск. В марте-начале мая 1945 года участвовал в ликвидации окружённой группировки противника в районе города Бреслау.
За мужество и героизм, проявленные в боях, Указом Президиума Верховного Совета СССР от 10 апреля 1945 года старшему лейтенанту Едемскому Александру Корниловичу присвоено звание Героя Советского Союза с вручением ордена Ленина и медали «Золотая Звезда» (№ 6523).
До 1950 года продолжал службу в инженерных войсках (в Воронежском и Московском военных округах). В 1956 году окончил Военно-инженерную академию. В 1956—1959 — инженер 49-й стрелковой (мотострелковой) дивизии, в 1959—1965 — инженер 31-го армейского корпуса (в Закавказском военном округе). В 1967 году окончил Военную академию Генштаба. Был начальником инженерных войск 8-й гвардейской армии (в Группе советских войск в Германии). С августа 1971 года — старший преподаватель кафедры тактики инженерных войск и инженерного обеспечения боя и операции Военно-инженерной академии.
Жил в Москве. Умер 4 октября 1971 года. Похоронен на Николо-Архангельском кладбище в Москве.

## Награды и звания
- Герой Советского Союза (10.04.1945);
- орден Ленина (10.04.1945);
- орден Александра Невского (15.09.1944);
- орден Трудового Красного Знамени;
- орден Красной Звезды (18.02.1944);
- медаль «За боевые заслуги»;
- другие медали.

## Память
Его именем названы улицы в селе Шангалы и деревне Нагорская Устьянского района Архангельской области.